# 효평황후

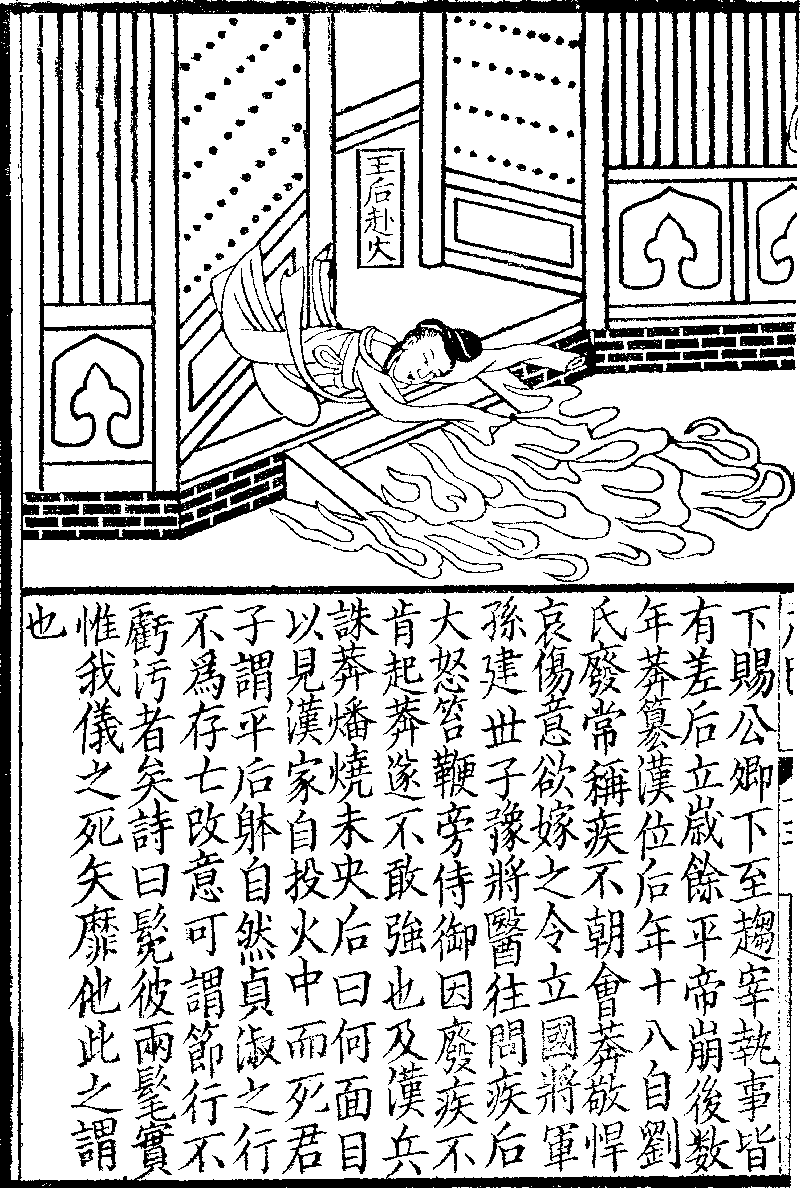

효평황후 왕씨(孝平皇后 王氏, 기원전 4년 ~ 23년)는 중국 전한 평제의 황후이다. 전한을 멸망시킨 뒤 신나라를 세운 왕망의 장녀로 어머니는 왕씨이다. 왕망이 황제가 되자 황황실주(黃皇室主)로 봉해졌으나, 23년에 왕망이 피살되고 신나라가 멸망하자 향년 27세로 불 속에 뛰어들어 자결했다.

## 생애
기원전 4년, 왕씨에게서 태어나, 원시(元始) 3년인 기원후 3년, 왕망의 안배로 황후의 자리에 책봉돼, 다음 해인 4년 봄에 궁으로 들어갔는데 황제는 아버지인 왕망을 제후들보다 위에 있는 재형(宰衡)으로 높이고 어머니 왕씨는 공현군(功顯君)이라는 호를 내려주고 남매인 왕안(王安)을 포신후(褒新侯)로 삼고, 왕림(王臨)을 상도후(賞都侯)삼았다.
효평황후가 황후가 되고 나서 1년만인 원시 5년 11월 16일, 평제 유간이 사망하였다. 왕망은 선제의 현손 유영을 유자(孺子)로 추대하여 평제의 뒤를 잇게 하고, 자신은 섭정이 되었다. 기원후 8년, 왕망이 제위를 빼앗고 유영을 정안공(定安公)으로 삼은 뒤, 효평황후를 정안공태후(定安公太后)로 삼았다. 효평황후는 본래 왕망의 찬탈에 불만이 많아 칭병(稱病)하고 궁에서 나오지 않았다. 왕망이 이를 두고 딸을 개가시키고 위로하기 위해 황황실주(黃皇室主)로 삼았으나 개가하지 않았다.
23년, 유현이 칭한 한나라의 군대에 의해, 왕망이 주살되고 미앙궁이 불탔는데, 효평황후는 이를 보며 눈물을 흘리고 탄식하며 말하길 "어찌 한나라 황실을 다시 볼 면목이 있겠는가!"하고는 스스로 불길에 몸을 던져 자결했다. 향년 27세였다.

## 기타
- 예수와 동갑내기이다.